# Mamadou Koné
Mamadou Koné (Bingerville, 25 december 1991) is een Ivoriaans voetballer die bij voorkeur als aanvaller speelt. Hij speelt momenteel bij Racing Santander, dat hem in 2010 weghaalde bij het Ivoriaanse ES Bingerville.

## Clubcarrière
Koné komt uit de jeugdacademie van het Ivoriaanse ES Bingerville. In 2010 haalde Racing Santander hem daar op 18-jarige leeftijd weg. Op 15 oktober 2011 debuteerde hij in de Primera División tegen FC Barcelona. In de voorbereiding op het seizoen 2012/13 werd hij definitief bij het eerste elftal gehaald. Hij scoorde vijf doelpunten uit 36 wedstrijden in de Segunda División. De club degradeerde voor het tweede jaar op rij, waardoor het tijdens het seizoen 2013/14 actief is in de Segunda División B.

## Interlandcarrière
Koné speelde drie interlands voor Ivoorkust -20, waarvoor hij één doelpunt scoorde uit drie wedstrijden.

1 Moser ·
2 Van Genechten ·
3 Davidson ·
4 Baiye ·
7 Nuhu ·
8 Peeters ·
9 Prevljak ·
10 Charles-Cook ·
11 N'Dri ·
13 S. Keita ·
14 Deom ·
15 Magnée ·
17 Bitumazala ·
18 A. Keita ·
20 Magee ·
23 Christie-Davis ·
24 Wakaso ·
28 Paeshuyse ·
29 Alloh ·
30 Gorenc ·
33 Nurudeen ·
35 Lambert ·
47 Offermann ·
77 Oger ·
99 Roufosse ·
Coach: Still